# El crimen de Cuenca
El crimen de Cuenca és una pel·lícula espanyola dirigida per Pilar Miró el 1979, basada en fets reals succeïts a principis del segle XX en els municipis de Tresjuncos i Osa de la Vega, a la província de Conca. El Crimen de Cuenca és també el títol del llibre escrit per la guionista de la pel·lícula, (Lola) Salvador Maldonado el 1979 i en el qual narra els fets reals en els quals està basada la pel·lícula.

## Repartiment
- Amparo Soler Leal: Varona
- Héctor Alterio: Juéz Isasa
- Daniel Dicenta: Gregorio Valero Contreras
- José Manuel Cervino: León Sánchez Gascón
- Mary Carrillo: Juana
- Guillermo Montesinos: José María Grimaldos López, «El cepa»
- Fernando Rey: Diputado Contreras
- Mercè Sampietro: Alejandra

## Fets històrics i argument
El 21 d'agost de 1910, al poble d'Osa de la Vega, província de Conca, desapareix el pastor José María Grimaldos, conegut com «El Cepa», que va ser vist per última vegada en la carretera que uneix Osa de la Vega amb Tresjuncos. La família d'«El Cepa» denuncia la desaparició i en les perquisicions judicials la mare, Juana, denuncia els seus dos companys Gregorio Valero i León Sánchez per matar-lo per robar-li l'import de la venda d'unes ovelles. A la fi de setembre el jutge municipal d'Osa de la Vega remet les diligències al jutjat de Belmonte (Conca) que obre el sumari 94/1910. Després de perquisicions i diligències aquest jutjat sobreseu la causa al setembre de 1911.
El 1913 arriba un nou jutge a Belmonte, Emilio Isasa Echenique, qui, al cap de poc, influït pel cacic local i diputat de dretes Contreras, decideix reobrir el sumari. Per ordre del nou Jutge, els acusats són detinguts i torturats per la Guàrdia Civil, declarant-se ells mateixos autors del crim, encara que mai apareix el cos de la víctima. Es perllonguen les diligències judicials durant anys i el cas és remès a l'Audiència de Conca, on el fiscal demana la pena de mort per a ambdós acusats. Finalment, el 25 de maig de 1918 el jurat popular declara als acusats culpables de l'assassinat i la sala els condemna a 18 anys de presó. Per aplicació d'indults ambdós van sortir de la presó en llibertat condicional el 20 de febrer de 1924 havent sofert en total onze anys de presó, cinc a Belmonte i sis a penals després de la sentència judicial.
A primers de 1926, dos anys després d'haver recuperat la llibertat els processats, el rector de Tresjuncos va rebre una carta del capellà d'un poble proper en la qual li demanava la partida de bateig de José María Grimaldos «El Cepo», qui vivia allí i desitjava contreure matrimoni. En aquest moment es posa en evidència la innocència dels que havien estat condemnats.

## Polèmica
Sobre aquests fets autèntics, l'escriptor Ramón J. Sender escriu la novel·la El lugar de un hombre (1939) i la realitzadora Pilar Miró realitza una pel·lícula amb guió de Salvador Maldonado, que també narra els fets en un llibre publicat amb el mateix títol per l'editorial Argos Vergara. La pel·lícula és un fort al·legat contra la tortura i se sobreentén que el crim a què es refereix el títol, és el comès per la Guàrdia Civil al torturar als sospitosos i pel jutge Emilio Isasa Echenique. La minuciositat amb la qual estan narrades les tortures per part de la Guàrdia Civil fa que el govern de la Unió de Centre Democràtic s'espanti i posi la pel·lícula a disposició militar, que sigui segrestada durant més d'any i mig i que la seva realitzadora sigui objecte d'un procés militar. Finalment és estrenada a mitjan agost de 1981, sent l'única pel·lícula espanyola prohibida durant la democràcia, després de la desaparició de la censura el 1977. La pel·lícula es va convertir en un èxit, malgrat ser estrenada sota l'anagrama S. Se situa entre les pel·lícules més efectistes de Pilar Miró.